# 小池ヒロミチ
小池 ヒロミチ（こいけ ひろみち、1961年2月8日 - ）は、日本のベーシスト、写真家。埼玉県出身。ベーシスト、スタジオ・ミュージシャンとして活動。音楽事務所などには所属せず、フリーランスで活動している。既婚。
音楽家としての活動と同時に、写真家として1998年からライヴ写真を撮り始める。代建築物、風景および人物など撮影対象は多岐にわたり、それらの作品は公式ホームページ、ブログなどで発表している。2010年より山我祐生主催の写真家集団「CYCLONE PHTOGRAPHERS」に参加している。

## 人物
埼玉県生まれ。13歳のとき先輩の影響でベースを始める。埼玉県の県立高校へ進学、同級生3人（鎌田常治（G.Vo）、小池ヒロミチ（B、Vo）鈴木秀典（Drs、Vo））でバンド「毒蛾」を結成。在学中にテレビ番組『ぎんざNOW!』、『ロックおもしロック』に出演、グランプリを受賞。YAMAHA主催のコンテストEastWestにおいて入賞。それをきっかけにレコード会社数社よりスカウトの声がかかる。その頃バンド名を「ZERO」と改名する。
1979年、EPIC SONYより1stシングル「センチメンタル珊瑚礁（リーフ）」でデビュー。アルバム「ARE YOU READY?」、2ndシングル「ウィークエンドガール」をリリースするも約1年後、バンドを脱退。その後、ギタリスト今剛に師事、スタジオワークを学ぶ。サポート、セッションベーシストとして活動している。
2012年に、東京都中野区野方にライブバー“Booster's Bar”を開店。自身もミュージシャンとしてステージに立つ機会も多い。ベース教室も開き、後進に指導をしている。

## 演奏スタイル
指弾き、ピック弾きを楽曲によって使い分ける。楽曲によりスラップ奏法も用いる。なお自身のルーツはオフィシャルホームページ「弾いてみたシリーズ」で確認できる。

## 主な経歴
- 1979年 - EPIC SONYより「ZERO」のメンバーとしてプロデビュー。
- 1983年 - 1985年まで本田恭章のツアーに参加。
- 1988年 - 「BEE PUBLIC」（1986年デビュー）に第2期メンバーとして参加。
- 1989年 - 吉川晃司、布袋寅泰のユニット「COMPLEX」にツアーサポートとして参加[1]。
- 1994年3月 - WEAより1stシングル「PRIDE」でソロデビュー。 同年4月、1stアルバム「PRIDE」リリース。
- 1996年 - 吉川晃司のツアーサポートとして参加（2011年の「日本一心」ツアーまで一部の公演を除き全てのツアーに参加）。
- 1998年 - 原田喧太（G、Vo）、酒井麿（Drs）と「SUNNY CRUISER」を結成。自主制作にてアルバム「SUNNY CRUISER」をリリース。
- 1999年 - 林海象監督による映画『Lost Angels』（2000年7月15日公開）にSUNNY CRUISERメンバー全員出演（全編アメリカ合衆国ロケ作品）。
- 2000年 - 「SUNNY　CRUISER」としての活動を休止。
- 2012年 - Fender Japanとエンドース契約（JB62/VSP/FJ30thを使用中）。
- 2013年 - 吉川晃司SAMURAI ROCK BEGINNING TOURにベーシストとして参加。

## 主な参加アーティスト
- ピンクレディー
- 山根麻衣
- 本田恭章
- 杉真理
- 岡村靖幸
- 小比類巻かほる
- 白井貴子
- BEE PUBLIC
- 渡辺美里
- 甲斐よしひろ
- 花田裕之
- 松井常松
- 布袋寅泰
- COMPLEX
- 山下久美子
- 吉川晃司
- LOVE (歌手)
- 清木場俊介
- 及川光博
- Do As Infinity
- 奥野敦士

ほか、多数